# 대사망
대사망(영어: metabolic network) 또는 대사 네트워크는 세포의 생리적, 생화학적 특성을 결정하는 전체적인 대사 및 물리적 과정들의 집합이다. 따라서 이러한 대사망은 물질대사의 화학 반응, 대사 경로 및 이러한 반응들을 안내하는 조절 상호작용으로 구성된다.
유전체의 완전한 서열 분석을 통해 이제 세균에서 인간에 이르기까지 많은 생물에서 생화학적 반응 네트워크를 재구성할 수 있다. 이러한 네트워크 중 KEGG, EcoCyc, BioCyc, metaTIGER 등은 온라인에서 이용할 수 있다. 대사망은 대사를 연구하고 모델링하는 데 강력한 도구이다.

## 용도
|  |

대사망은 환자의 동반 질환 패턴을 찾는데 사용할 수 있다. 비만 및 당뇨병과 같은 특정 질환은 한 사람에게 동시에 발병할 수 있으며, 때로는 한 질환이 다른 질환의 중요한 위험 인자가 된다. 질병의 표현형 자체는 일반적으로 세포가 필수적인 기질을 분해하거나 생성할 수 없기 때문에 발생한다. 그러나 어떤 반응의 효소 결함이 다른 후속 반응의 대사 흐름에 영향을 미칠 수 있다. 이러한 연쇄 효과는 후속 반응과 관련된 대사 질환과 결합하여 동반 질환 효과를 초래한다. 따라서 질병과 관련된 대사망을 분석하여 두 질환이 상관되는 반응으로 연결되어 있는지 확인할 수 있다.

## 같이 보기
- 물질대사
- 대사 경로
- 대사망 모델링